# PalaGalassi
Il PalaGalassi è una struttura polifunzionale situata a Forlì. Chiamato Unieuro Arena dal 21 settembre 2017 per ragioni di sponsorizzazione, era precedentemente conosciuto come PalaCredito di Romagna dal novembre 2009, e ancora prima, come PalaFiera.
Venne aperto ufficialmente il 29 marzo 1987, in occasione del match di pallacanestro tra Libertas Forlì (all'epoca sponsorizzata Jolly Colombani, sotto la presidenza di Achille Galassi) e la Standa Reggio Calabria, partita poi vinta dai forlivesi col punteggio di 89-81.
Attualmente, oltre ad ospitare concerti ed eventi, vi si disputano le partite interne della Yoga Forlì, squadra della massima serie di pallavolo. In passato fu anche la casa della Libertas Forlì, squadra di pallacanestro militante per oltre 20 anni fra serie A2 e A1, che fallì nel 1999: da quell'anno la formazione cestistica fu relegata in terza serie e giocò generalmente al Villa Romiti. Dall'aprile 2010 in poi, la Fulgor Libertas Forlì (che raccolse in senso figurato l'eredità della vecchia Libertas) ha abbandonato il Palasport Villa Romiti per giocare al PalaFiera (vista anche la promozione in Legadue), così come l'ulteriore continuazione storica Pallacanestro Forlì 2.015.
Qui si sono inoltre disputate le finali di Coppa Italia di pallacanestro maschile negli anni 1990, 1992, 1993, nonché tutte le edizioni comprese tra il 2001 e il 2006. Nel 2009 ha invece ospitato le final four di Coppa Italia di pallavolo maschile e le final four di Coppa Italia di serie A Dilettanti.
Nel 2015 ha ospitato la Final Four del campionato di Serie B di pallacanestro maschile, registrando un sold out nell'incontro fra Fortitudo Bologna e Mens Sana Siena.
Ha ospitato inoltre la Fed Cup nel 2017.
Questo palazzetto è uno dei 10 più capienti d'Italia, può ospitare fino ad un massimo di 7.500 persone con 5.676 posti a sedere. In data 16 giugno 2010, durante la finale promozione fra Fulgor Libertas Forlì e Fortitudo Pallacanestro Bologna si sono superate le 6000 presenze.